# Shannon Walker
Shannon Walker (Houston, 4 de junho de 1965) é uma astronauta norte-americana.
Formada em Física, com doutorado em ciências e física espacial, começou a trabalhar no Centro Espacial Lyndon B. Johnson em 1987, aos 22 anos, como controladora de voo na área de robótica do programa do ônibus espacial, e nesta função trabalhou no apoio a diversas missões entre 1987 e 1990. Depois de alguns anos fora da NASA para conclusão de seus estudos sobre a interação do vento solar com a atmosfera de Vênus, ela retornou à agência para trabalhar no programa da Estação Espacial Internacional.
Em 1999, foi enviada a  Moscou para atuar junto à Agência Espacial Russa, em desenvolvimentos técnicos relativos à estação. Retornando no ano seguinte a Houston, passou os quatro anos seguintes envolvida com funções técnicas relativas à ISS, até ser selecionada para o grupo de astronautas em 2004. Completando o curso em fevereiro de 2006, foi designada como comandante reserva da Expedição 22 à ISS e depois como engenheira de voo da Expedição 25.
Foi lançada ao espaço da base espacial de Baikonur, na Rússia, como tripulante da nave Soyuz TMA-19, em 15 de junho de 2010, para integrar a tripulação da Expedição 24 na ISS, onde permaneceu por dois meses, integrando posteriormente a Expedição 25. Retornou à Terra em 26 de novembro, depois de 163 dias em órbita, encerrando sua viagem espacial inaugural.